# ابوذر ربیع‌زاده هفشجانی
ابوذر ربیع‌زاده هفشجانی کشتی‌گیر تیم ملی کشتی ناشنوایان ایران است و از اهالی هفشجان در استان چهارمحال و بختیاری است.
او در اردیبهشت ۱۳۹۵ خورشیدی به نشان طلای وزن ۸۰ کیلوگرم مسابقات کشتی فرنگی بزرگسالان قهرمانی ناشنوایان جهان، دست یافت. بدین ترتیب او تنها قهرمان کشتی فرنگی ناشنوایان جهان از تیم ملی ایران بود. پیش از این نیز وی توانست در اسفند ۱۳۹۳ به نشان قهرمانی کشتی ناشنوایان ایران دست یابد.
ابوذر ربیع‌زاده در دی ماه ۱۳۹۵، بار دیگر موفق به کسب مقام قهرمانی مسابقات کشوری کشتی ناشنوایان ایران در اصفهان شد و به المپیک ناشنوایان راه یافت. وی در مسابقات المپیک ناشنوایان جهان در تیرماه ۱۳۹۶ موفق به کسب مدال نقره گردید. ربیع‌زاده در فینال مساباقت کشتی جهانی ناشنوایان روسیه در روز۲۵خرداد ماه ۱۳۹۷ با کشتی مقابل حریف روس بازهم موفق به کسب نایب قهرمانی جهان شد. او سرانجام در وزن ۸۷ کیلوگرم مدال طلایی المپیک ۲۰۲۲ برزیل را کسب کرد.
ابوذر با وجود معلولیت موفق به اخذ مدرک مهندسی برق شده‌است. او ورزش را با فوتبال آغاز کرده اما چون علاقه‌ای به این رشته در خود احساس نمی‌کند فوتبال را کنار گذاشته و به سمت کشتی روی می‌آورد.

## نگارخانه

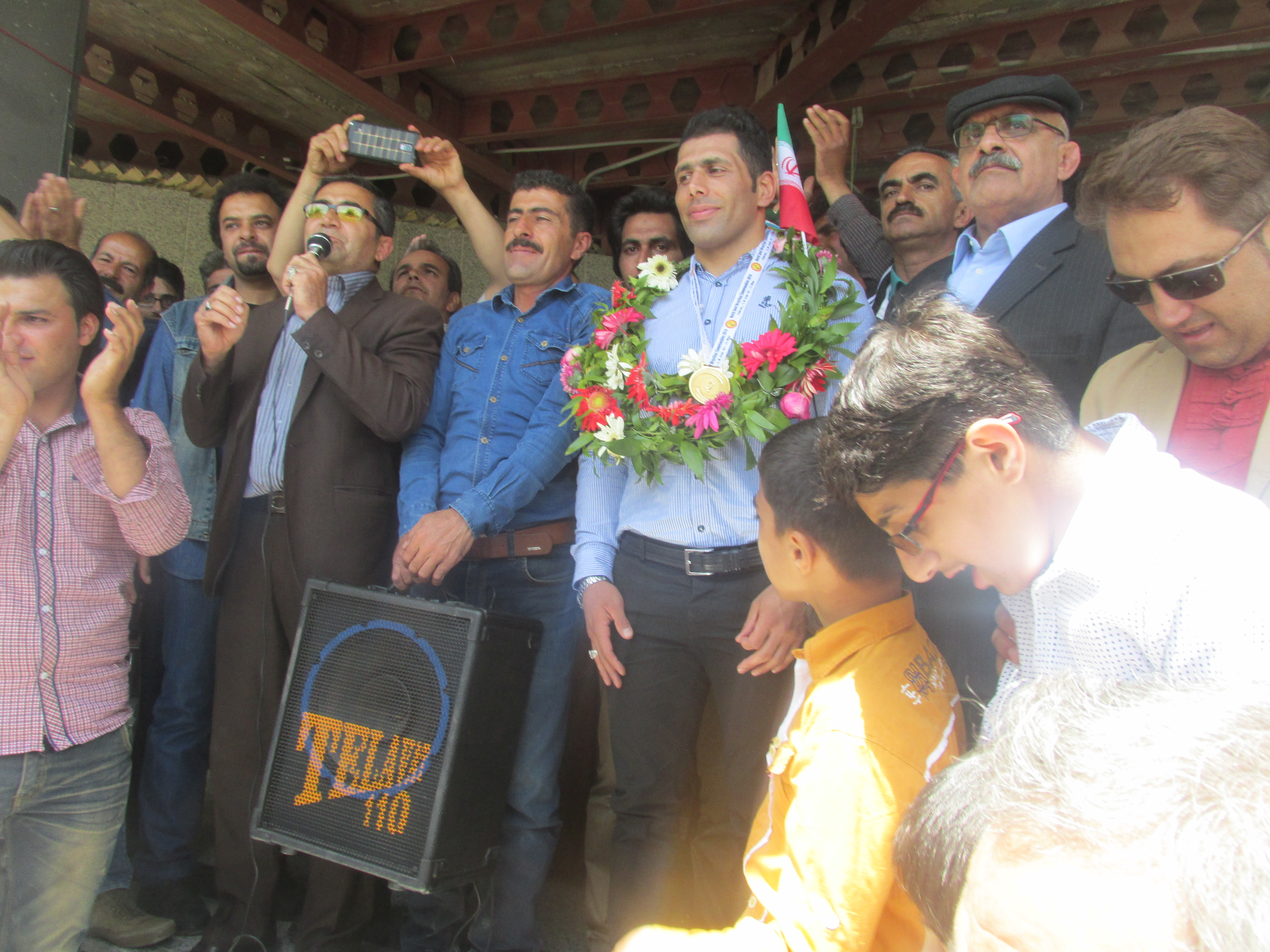
استقبال از ابوذر ربیع زاده هفشجانی، قهرمان کشتی ناشنوایان جهان در شهر هفشجان
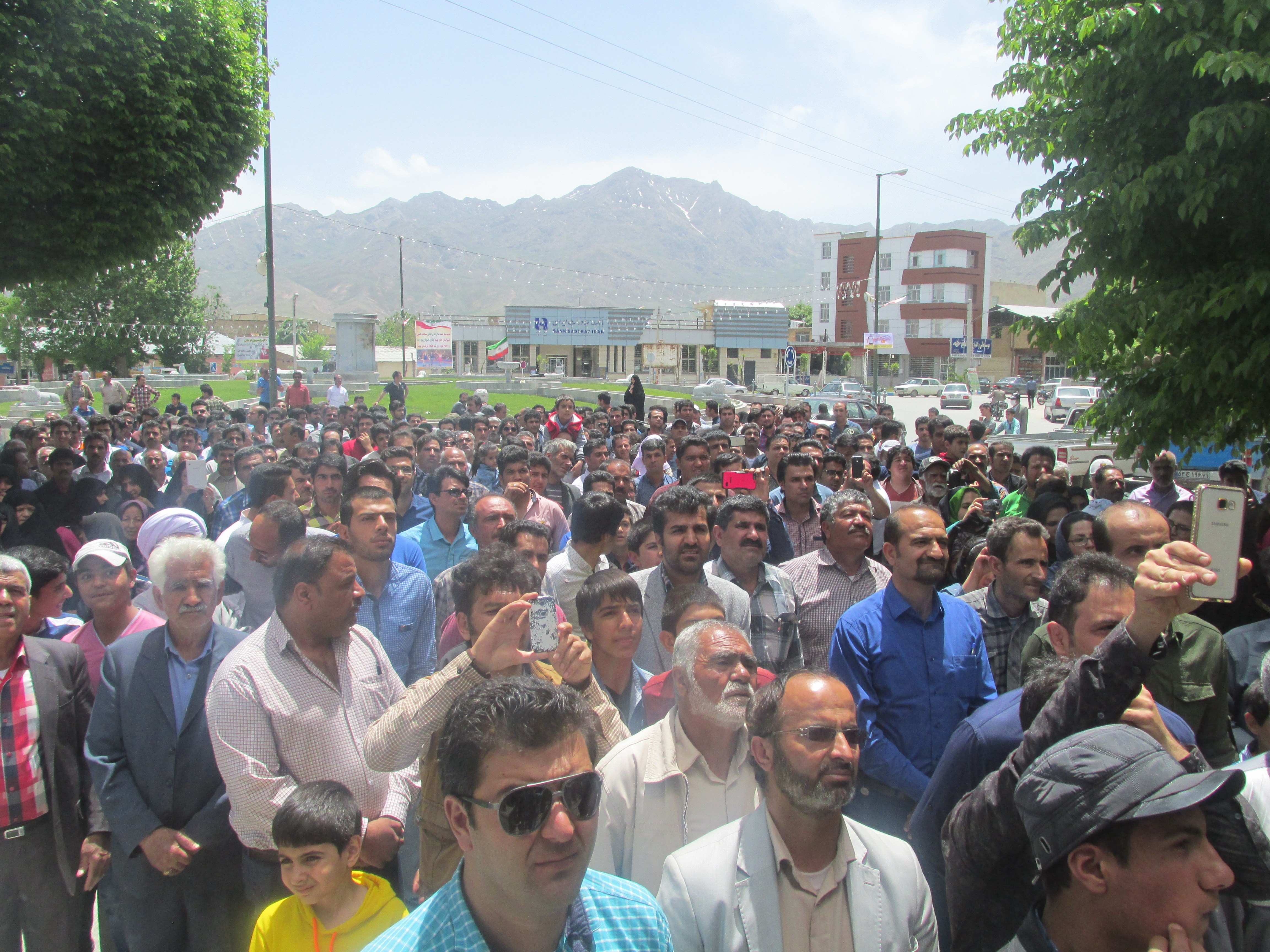
استقبال از ابوذر ربیع زاده هفشجانی، قهرمان کشتی ناشنوایان جهان در شهر هفشجان با حضور هزاران نفر از شهروندان این شهر
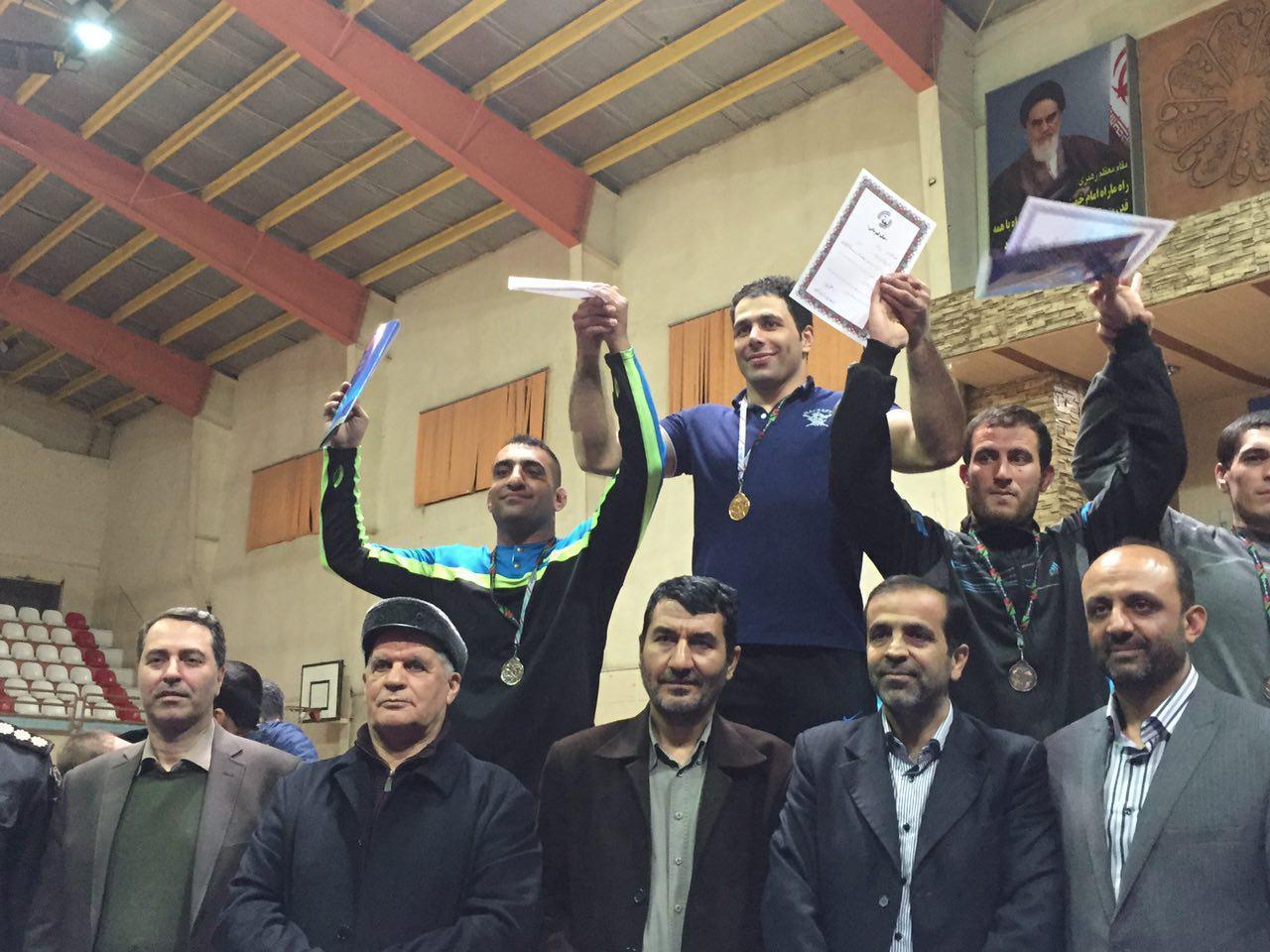
ابوذر ربیع زاده هفشجانی/قهرمانی مسابقات کشتی ناشنوایان کشوری اصفهان

## بن‌مایه
1. ↑  «نفرات برتر چهار وزن نخست کشتی فرنگی مشخص شدند». فارس.[پیوند مرده]
2. ↑  «ورزشکار چهارمحالی اولین مدال طلای کشورمان را به دست آورد». اداره ورزش و جوانان استان چهارمحال و بختیاری. بایگانی‌شده از اصلی در ۱۵ ژوئن ۲۰۱۶. دریافت‌شده در ۱۷ ژانویه ۲۰۲۰.
3. ↑  «مسابقات کشتی آزاد و فرنگی ناشنوایان به پایان رسید». خبرگزاری مهر.